# Неа Смирни (стадион)
„Стадионът на Неа Смирни“ (на гръцки: Στάδιο Νέας Σμύρνης) е многофункционален стадион в гр. Неа Смирни, Атика, Гърция.
Най-често е ползван за футбол като стадион за домакински срещи на ФК „Паниониос“.
Стадионът се намира в южното предградие Неа Смирни, където живеят голямата част от феновете на ФК „Паниониос“. Построен е през 1939 г. и е с капацитет 11 700 седящи места.

## История

### Ранна история
Първите мачове на новия терен се състоят през лятото на 1940 г. с цел да се съберат средства за ремонтирането на гръцкия военен кораб „Ели“, ударен от италиански сили през Втората световна война. През септември същата година тимът на ФК „Паниониос“ отпразнува 50-ата си годишнина със завършването на стадиона. Оттогава стадионът се използва без прекъсване в продължение на почти 70 години.

### Късна история
През 2001 и 2003 г. се извършват множество ремонти, в които влизат кафене, спортен магазин, подобрени офис, медия и медицински съоръжения. Допълнително се монтира покрив на източното крило.
Най-многобройното посещение е отчетено през 1974 г. на футболен двубой с „Панатинайкос“ – 20 950 зрители, но след монтирането на седалки и намалянето на капацитета стадионът се изпълва често – последно срещу „Панатинайкос“ през 2008 г.
През 2004 г. на стадиона се изиграва финалът на Гръцката купа между „Олимпиакос“ и „Панатинайкос“.
Поради малкия капацитет стадионът рядко се ползва за концерти; най-запомнящият се концерт на стадиона е на „Металика“ през 1993 г.